# ویکتور وترستروم
ویکتور وترستروم (انگلیسی: Victor Wetterström؛ ۲۷ اوت ۱۸۸۴ – ۱۱ مه ۱۹۵۶ (aged 71)) ورزشکار کرلینگ اهل سوئد بود.
وی در مسابقات کشوری و بین‌المللی در مجموع برندهٔ ۱ مدال نقره شده‌است.